# Воскоїд крихітний
Воскоїд крихітний (Indicator exilis) — вид дятлоподібних птахів родини воскоїдових (Indicatoridae).

## Поширення
Вид поширений в Західній та Центральній Африці. Живе у тропічних лісах.

## Опис
Тіло завдовжки близько 14 см, вага 12-23 г. Забарвлення в основному темне, хоча у самців, так і у самиць номинативного підвиду є білі області навколо дзьоба.

## Спосіб життя
Живиться бджолиним воском, яйцями і личинками бджіл, різними комахами, в тому числі мухами, жуками і їх яйцями.